# Paton (motocicleta)
Paton és un fabricant de motocicletes italià especialitzat en models de velocitat amb seu a Cassinetta di Lugagnano (ciutat metropolitana de Milà). Fundada el 1958 a Milà per dos antics treballadors del departament de curses de FB Mondial, Giuseppe Pattoni (1926-1999) i Lino Tonti (1920-2002), el nom de l'empresa és l'acrònim de la primera síl·laba dels seus cognoms.

## Història
Paton va iniciar la seva activitat tot transformant de SOHC a DOHC alguns motors de Mondial 125 que s'havia quedat Pattoni després que el departament de curses de l'empresa plegués al final de la temporada de 1957. Mike Hailwood va començar la seva carrera amb una d'aquestes motos, amb la qual fou setè al Tourist Trophy de 1958 i aconseguí la victòria al circuit de Silverstone aquell mateix any.
Poc després, Paton va llançar un motor bicilíndric de 250 cc quatre temps DOHC derivat d'un projecte de Tonti, una moto que va tenir poca sort a les curses. L'associació entre Pattoni i Tonti va durar fins al 1960, any en què el segon se'n va anar a Bianchi i s'endugué amb ell el projecte d'una nova 250, deixant a Pattoni sol i amb la feina estroncada.

### Èxits internacionals

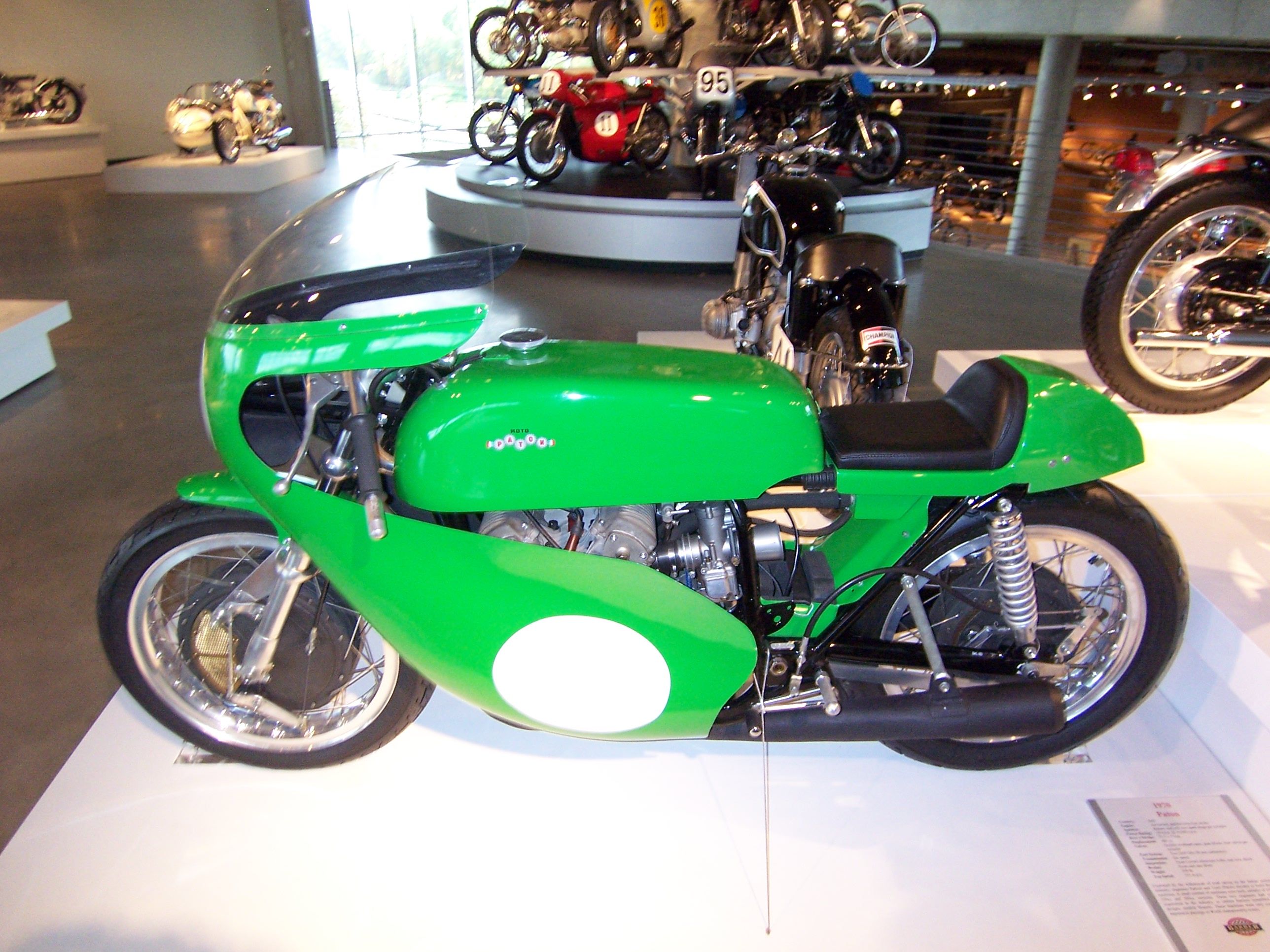
Paton 500 GP bicilíndrica de 1970

El primer prototip de la nova 250 debutà el 1964 amb Gianpiero Zubani en una cursa del campionat italià, a Mòdena. Aquell mateix any, Paton va debutar al mundial de 250cc, ocupant el tercer lloc al Tourist Trophy amb Alberto Pagani i l'onzena posició final al mundial. El 1965 aparegué una nova versió del motor amb la cilindrada augmentada a 350 cc i l'any següent, a 500. Aquesta darrera fou la més reeixida: el 1967, Fred Stevens hi acabà sisè al mundial de 500cc, mentre que Angelo Bergamonti hi guanyà el campionat italià sènior per davant de Giacomo Agostini i la seva MV Agusta. Una altra temporada important fou la de 1969, quan Billie Nelson acabà quart al mundial i Franco Trabalzini, segon al campionat italià. La Paton demostrava, doncs, ser una de les alternatives més vàlides per als pilots privats de l'època (a la pràctica tots, excepte Agostini) al costat de la LinTo, una moto que havia dissenyat Lino Tonti després del tancament de Bianchi.
Ja entrats a la dècada del 1970 Paton inicià una tendència a la baixa: l'últim esclat de glòria per al seu model de quatre temps fou el tercer lloc d'Armando Toracca al campionat italià de 1974. La temporada següent fou la darrera per a la 500 bicilíndrica, que fou pilotada per Virginio Ferrari. El 1976, Pattoni presentà una nova motocicleta impulsada per un motor V4 de dos temps, la V 90 BM 4, que no tingué èxit i va fer que l'empresa abandonés temporalment les curses i no hi tornés fins al 1983, quan presentà la nova "RC", dissenyada per Giuseppe Pattoni juntament amb el seu fill Roberto.

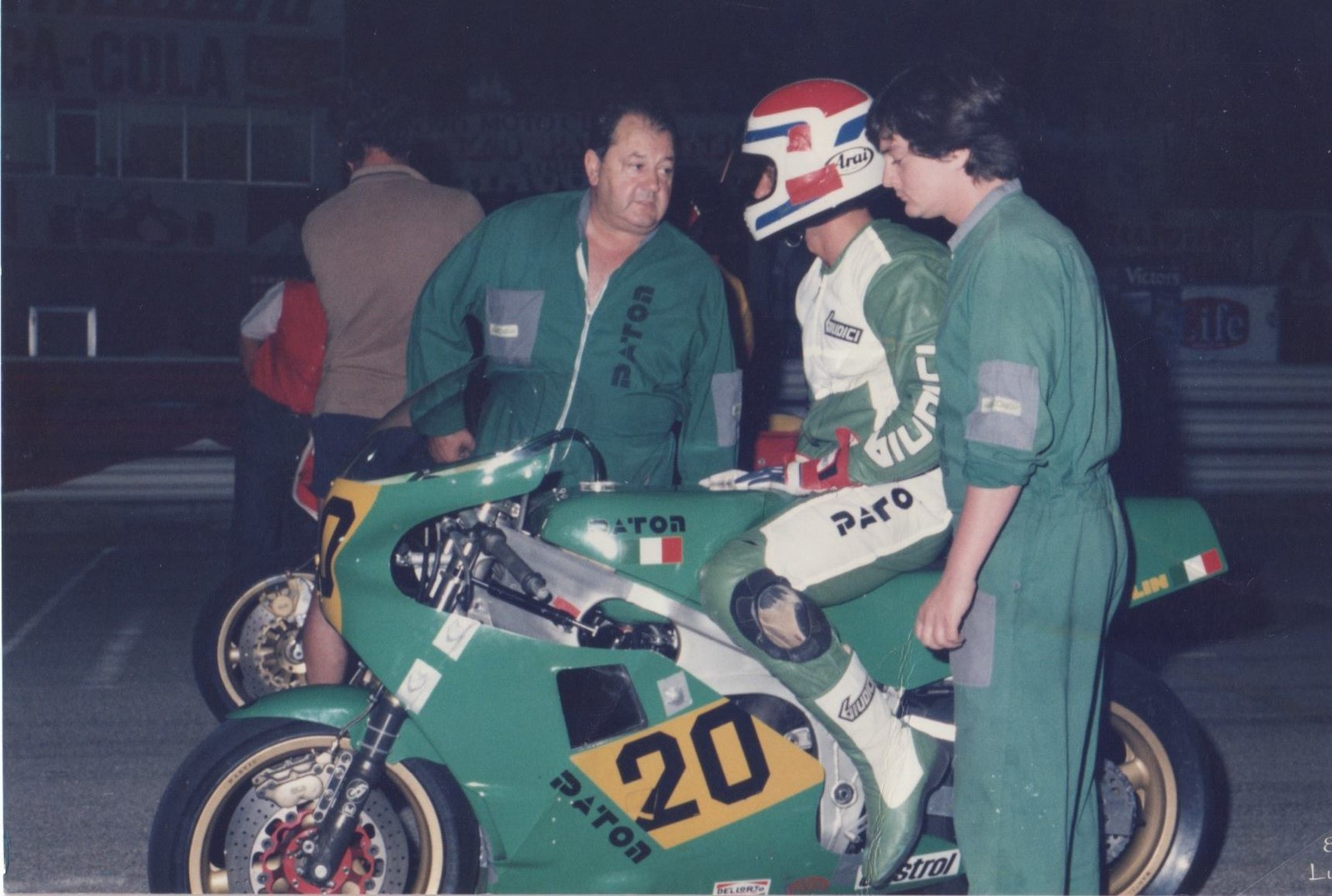
D'esquerra a dreta: el fundador Giuseppe Pattoni amb Vittorio Scatola (dalt de la V115) i el seu fill Roberto a Misano (1986)

El 1986 aparegué la V115 C2, amb la qual Vittorio Scatola fou tercer al campionat d'Europa de 1988, amb victòria a la cursa italiana, a Misano.
El 1994 es llançà una nova versió de la V4, la C10/1, que va aconseguir bons resultats al mundial de 1995. Al final de la temporada següent, però, l'IRTA li negà a Paton el dret a participar en el mundial de 1997 perquè la seva moto es considerava poc competitiva. Els Pattoni, però, no defalliren i continuaren desenvolupant la seva motocicleta.

### Paton al segle XXI
Giuseppe Pattoni es va morir el 1999. L'any següent, Paton presentà la PG 500 R, amb la qual aconseguí de participar en cinc curses del mundial com a comodí i, amb Paolo Tessari, va guanyar un punt gràcies al quinzè lloc al Gran Premi d'Alemanya. El 2001, l'IRTA va tornar a denegar-li a la marca la participació al mundial, però, gràcies a l'ajuda d'un patrocinador, encara aconseguí participar en quatre curses amb la nova PG 500 RC (evolució de l'anterior versió R), una moto que lliurava 190 CV a 12.800 rpm. Finalment, el 2002 la marca fou expulsada definitivament de les curses.
A partir del 2004 Roberto Pattoni inicià la producció a petita escala d'una rèplica de la 500 bicilíndrica en la versió de 1968. Amb aquesta moto, Ryan Farquhar guanyà el Manx Grand Prix el 2007 i el 2011.
A finals del 2009 es va presentar la nova 500 Gran Premio, construïda sobre la base de l'Ilmor X3 de MotoGP però amb el motor de 2 temps de la darrera Paton 500 RC, amb la intenció de produir-ne una petita sèrie per a pilots privats, que es comercialitza des del 2010. L'any 2014 es va presentar la primera motocicleta matriculable de la firma, la Paton S1.

### Canvi de propietat

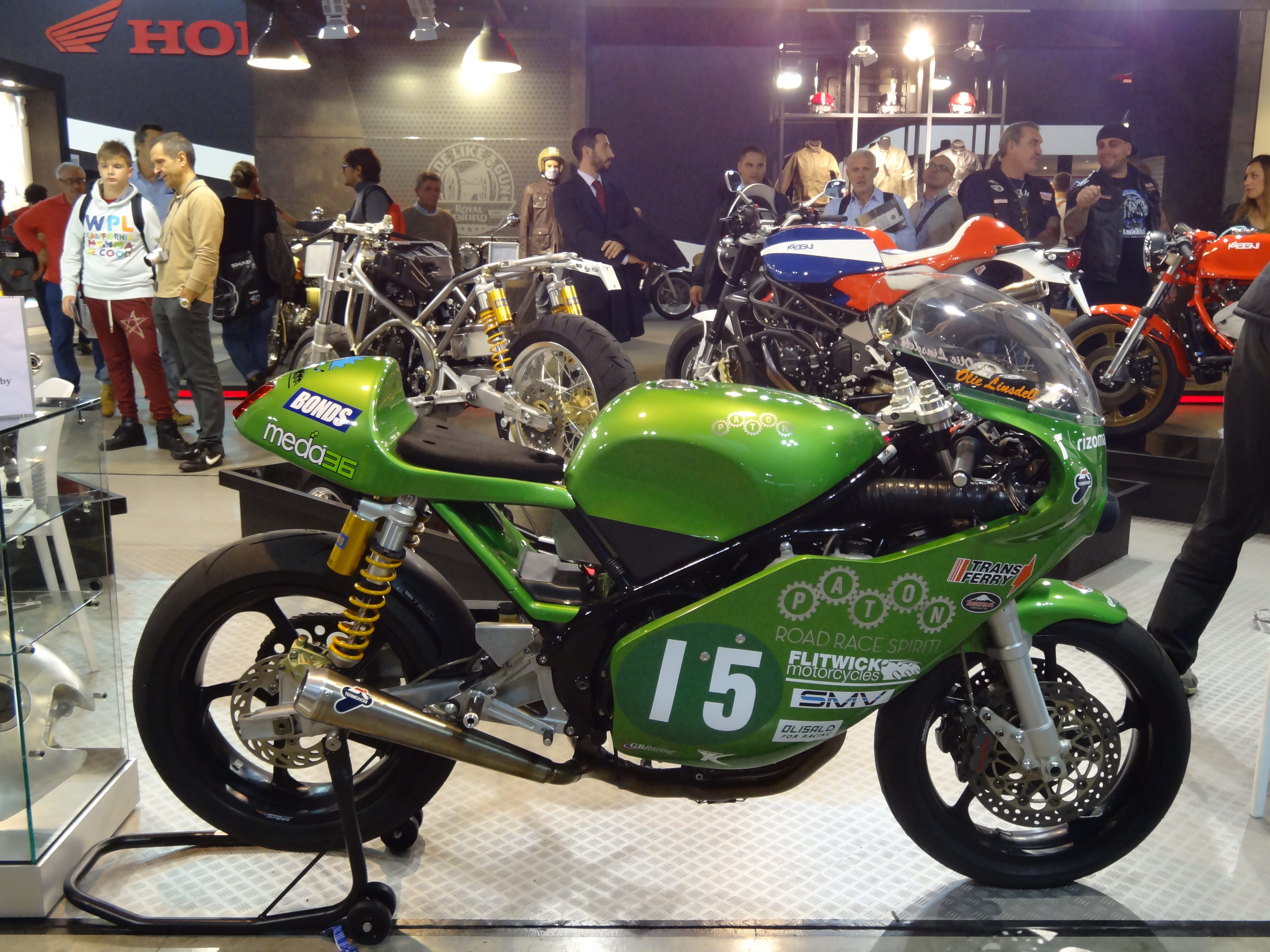
La Paton S1 a l'EICMA del 2014

El novembre de 2016, els drets comercials i utillatges de fabricació de Paton van ser adquirits pels empresaris Stefano Lavazza i Marco De Rossi, propietaris de l'empresa milanesa fabricant de sistemes d'escapament SC-Project. La nova seu va passar a ser Cassinetta di Lugagnano i Roberto Pattoni, fill del fundador de Paton, fou nomenat director general del nou Reparto Paton Moto.
L'any 2017 es va crear la nova Paton S1-R Lightweight, una evolució de la Paton S1. Amb una unitat preparada, els oficials de la marca Stefano Bonetti i Michael Rutter van guanyar la cursa Lightweight del Tourist Trophy d'aquell any. A l'edició del 2018, la marca hi va inscriure dues motos de fàbrica per als pilots Michael Dunlop i Stefano Bonetti. Dunlop va guanyar la cursa i va batre el rècord de volta ràpida, a una mitjana de 122,257 mph (196,753 km/h). Bonetti va acabar quart, mentre que Michael Rutter, amb una Paton S1-R Lightweight privada, fou tercer.
El 2019, Stefano Bonetti va guanyar la cursa North West 200 amb una Paton S1-R Lightweight privada. A finals d'any, Roberto Pattoni abandonà definitivament l'empresa, la qual continua en actiu actualment.